# جوردي كروز
جوردي كروز (بالإسبانية: Jordi Cruz Mas)‏ هو طباخ إسباني، ولد في 29 يونيو 1978 في مانريسا في إسبانيا.

## وصلات خارجية
- جوردي كروز على موقع IMDb (الإنجليزية)
- جوردي كروز على موقع قاعدة بيانات الفيلم (الإنجليزية)